# 厄利伯德 (佛羅里達州)
厄利伯德（英語：Early Bird）是位於美國佛羅里達州馬里昂縣的一個非建制地區。該地的面積和人口皆未知。

## 地理
厄利伯德的座標為29°12′57″N 82°22′03″W / 29.21583°N 82.36750°W，而該地的平均海拔高度為23米（即75英尺）。